# Отмар Креачић
Отмар Креачић — Култура (Бугојно, 27. фебруар 1913 — Београд, 13. јул 1992) био је учесник Шпанског грађанског рата и Народноослободилачке борбе, генерал-пуковник ЈНА, друштвено-политички радник СФР Југославије и СР Хрватске и народни херој Југославије.

## Биографија
Рођен је 27. фебруара 1913. године у Бугојну, у радничкој породици. После завршетка основне школе у родном месту, учио је гимназију у Бањој Луци и Загребу, где му је отац 1925. године добио место у радионици Југословенских државних железница (ЈДЖ). У Загребу је завршио гимназију и матурирао. После тога, 1932. године, постао је члан-волонтер Народног казалишта у Загребу, а истовремено је учествовао и у формирању драмског студија. Рад у казалишту напустио је 1935. године и запослио се на прузи Загреб–Карловац, а касније у железничкој ложионици у Осијеку, где је дошао у додир с напредним радничким покретом. Ту је веома активно радио у организацијама УРС-ових синдиката, због чега је био ухапшен, избачен из службе и протеран из Осијека.

### Шпански грађански рат
Члан Комунистичке партије Југославије постао је 1937. године. Исте године, на позив КПЈ, отишао је организованим каналима у Шпанију и постао борац Интернационалних бригада. Учествовао је у борбама на фронтовима Арагона, Левантеа, Екстремадуре и Каталоније, најпре као борац у батаљону „Ђуро Ђаковић“, а касније као руководилац културно-просветног рада у истом батаљону и у Штабу 129. интернационалне бригаде. После пораза Шпанске републиканске армије, с осталим борцима Интернационалних бригада био је пребачен у Француску. 
Од 1939. до 1941. године био је интерниран у концентрационим логорима Сен Сипријен, Гирс и Верне д'Арјеж, одакле се илегално, почетком 1941. године, пребацио с групом шпанских добровољаца партијским каналима у Југославију. По доласку у земљу укључио се у Народноослободилачки покрет (НОП).

### Народноослободилачка борба
У почетку је радио у Загребу на организовању илегалних штампарија и партијске технике, припремању, штампању и растурању прогласа, летака и другог материјала, а затим је прешао на ослобођену територију. До краја 1943. године, као члан Агитпропа Централног комитета КПХ и Главног штаба НОВ и ПО Хрватске, радио је на идеолошком, политичком и културном просвећивању чланова КПЈ, бораца и народа на подручју на којем се налазио. Истовремено је радио и на покретању и издавању првих централних партизанских листова на ослобођеној територији Хрватске, попут „Вјесника“, „Партизана“, „Дневних новина“ и „Наприједа“.
У овом периоду се истакао у неколико наврата у одбрани партизанских болница, када је само с две десетине наоружаних бораца одбијао нападе знатно јачих италијанских снага, нанео им велике губитке и успео да спаси рањене и болесне борце. Фебруара 1944. године, постављен је за политичког комесара Дванаесте славонске дивизије, а у лето исте године Шестог славонског корпуса НОВЈ. На овој дужности остао је до краја рата.

### Послератни период
После завршетка рата, остао је у професионалној војној служби у Југословенској народној армији (ЈНА). Био је помоћник начелника и начелник Главне политичке управе ЈНА, односно начелник Управе за морално-политичко васпитање у Државном секретаријату за послове народне одбране (ДСНО), а од 1955. године и подсекретар у Државном секретаријату за народну одбрану. 
У друштвено-политичком животу налазио се на разним истакнутим функцијама: 
- народни посланик Савезне народне скупштине,
- заменик руководиоца Опуномоћства ЦК СКЈ за ЈНА,
- секретар Националног Централног одбора СУБНОР-а Југославије,
- секретар Националног удружења шпанских бораца,
- члан Савезног одбора ССРН Југославије,
- председник Савеза за телесно васпитање „Партизан“,
- члан Савета федерације.

На Петом конгресу КПЈ изабран је за члана Централне ревизионе комисије КПЈ, а на Другом конгресу КПХ за члана ЦК КП Хрватске. За члана Централног комитета СКЈ биран је на Шестом, Седмом и Осмом конгресу СКЈ. Имао је чин генерал-пуковника ЈНА, у којем је демобилисан 1973. године.
Преминуо је 13. јула 1992. у Београду. Кремиран је и његов пепео је просут у Врту сећања на Новом гробљу у Београду.
Носилац је Партизанске споменице 1941. и других југословенских одликовања, међу којима су — Орден ратне заставе, Орден партизанске звезде са златним венцем, Орден заслуга за народ са златном звездом, Орден братства и јединства са златним венцем, Орден народне армије са ловоровим венцем и Орден за храброст. Орденом народног хероја одликован је 20. децембра 1951. године.